# 1968 en astronautique
Chronologie de l'astronautique
- 1964
- 1965
- 1966
- 1967
- 1968
- 1969
- 1970
- 1971
- 1972

Cette page présente une chronologie des événements qui se sont produits pendant l'année 1968 dans le domaine de l'astronautique.

## Synthèse de l'année 1968

### Vols habités
- 11 octobre 1968 : Lancement d'Apollo 7 en orbite terrestre. C'est le premier vol habité du programme Apollo après l'incendie au sol d'Apollo 1. La mission dure 11 jours.
- 21 décembre 1968 : Lancement d'Apollo 8. C'est le premier vol habité en orbite lunaire. La mission dure 6 jours.

## Activité spatiale détaillée

### Chronologie

#### Janvier
| Date            | Lanceur               | Base de lancement | Type           | Charge utile       | Notes                               |
| 7 janvier 1968  | Atlas SLV-3C Centaur  | Cape Canaveral    |                | Surveyor 7         | Atterrisseur lunaire                |
| 11 janvier 1968 | Delta E1              | Vandenberg        | Orbite polaire | GEOS 1             | Géodésie                            |
| 16 janvier 1968 | Voskhod 11A57         | Baïkonour         | Orbite basse   | Zenit-2 No. 59     | Satellite de reconnaissance         |
| 17 janvier 1968 | Thor SLV-2A Agena D   | Vandenberg        | Orbite basse   | Heavy Ferret C     | Satellite d'écoute électronique     |
| 18 janvier 1968 | Titan IIIB            | Vandenberg        | Orbite basse   | KH-8               | Satellite de reconnaissance optique |
| 19 janvier 1968 | Cosmos-3M             | Baïkonour         | Orbite basse   | Tselina-O          | Satellite d'écoute électronique     |
| 22 janvier 1968 | Saturn I B            | Cape Canaveral    | Orbite basse   | Apollo 5           | Vol Apollo sans équipage            |
| 24 janvier 1968 | Thorad SLV-2G Agena D | Vandenberg        | Orbite basse   | Corona KH-4A-45    | Satellite de renseignement optique  |
| 24 janvier 1968 | Thorad SLV-2G Agena D | Vandenberg        | Orbite basse   | P-11 2e génération | Satellite d'écoute électronique     |

#### Février
| Date            | Lanceur       | Base de lancement | Type           | Charge utile   | Notes                       |
| 6 février 1968  | Voskhod 11A57 | Baïkonour         | Orbite basse   | Zenit-4 No. 40 | Satellite de reconnaissance |
| 7 février 1968  | Molnia M      | Baïkonour         | Orbite lunaire | Luna 14A       | Orbiteur lunaire Échec      |
| 20 février 1968 | Cosmos-2      | Kapoustine Iar    | Orbite basse   | DS-U2-V No. 4  | Astronomie, magnétosphère   |
| 20 février 1968 | Cosmos-3M     | Baïkonour         | Orbite basse   | Sfera          | Géodésie                    |

#### Mars
| Date         | Lanceur               | Base de lancement | Type                  | Charge utile        | Notes                               |
| 2 mars 1968  | Scout A               | Vandenberg        | Orbite basse          | Transit-O           | Satellite de navigation             |
| 2 mars 1968  | Proton-K/D            | Baïkonour         | Orbite basse          | Zond 4              | Survol lunaire                      |
| 4 mars 1968  | Atlas SLV-3A Agena D  | Cape Canaveral    | Orbite haute          | OGO 5               | Étude de la magnétosphère terrestre |
| 5 mars 1968  | Cosmos-2              | Baïkonour         | Orbite basse          | DS-P1-I No. 3       | Calibration radar                   |
| 5 mars 1968  | Voskhod 11A57         | Baïkonour         | Orbite basse          | Zenit-2 No. 56      | Satellite de reconnaissance         |
| 5 mars 1968  | Scout B               | Wallops Island    | Orbite basse          | SE B                | Mesure du rayonnement solaire       |
| 6 mars 1968  | Cosmos-2              | Kapoustine Iar    | Orbite basse          | DS-U1-Ya No. 1      | Étude de l'atmosphère Échec         |
| 13 mars 1968 | Titan IIIB            | Vandenberg        | Orbite basse          | KH-8                | Satellite de reconnaissance optique |
| 14 mars 1968 | Vostok 8A92M          | Baïkonour         | Orbite héliosynchrone | Meteor 11F614 No. 9 | Satellite météorologique            |
| 14 mars 1968 | Thorad SLV-2G Agena D | Vandenberg        | Orbite basse          | Corona KH-4A-48     | Satellite de renseignement optique  |
| 14 mars 1968 | Thorad SLV-2G Agena D | Vandenberg        | Orbite basse          | P-11 2e génération  | Satellite d'écoute électronique     |
| 16 mars 1968 | Voskhod 11A57         | Baïkonour         | Orbite basse          | Zenit-4 No. 38      | Satellite de reconnaissance         |
| 21 mars 1968 | Voskhod 11A57         | Baïkonour         | Orbite basse          | Zenit-2M            | Satellite de reconnaissance         |
| 22 mars 1968 | Tsiklon-2 A           | Baïkonour         | Orbite basse          | US-A                | Satellite de reconnaissance radar   |

#### Avril
| Date          | Lanceur       | Base de lancement      | Type             | Charge utile    | Notes                               |
| 3 avril 1968  | Voskhod 11A57 | Baïkonour              | Orbite basse     | Zenit-2 No. 60  | Satellite de reconnaissance         |
| 4 avril 1968  | Saturn V      | Centre spatial Kennedy | Orbite basse     | Apollo 6        | Vol Apollo sans équipage            |
| 6 avril 1968  | Atlas F       | Vandenberg             | Orbite basse     | OV1-13 e 14     | Satellites scientifiques            |
| 7 avril 1968  | Molnia M      | Baïkonour              | Orbite lunaire   | Luna 14         | Orbiteur lunaire                    |
| 9 avril 1968  | Cosmos-2      | Baïkonour              | Orbite basse     | DS-P1-Yu No. 13 | Calibration radar                   |
| 14 avril 1968 | Soyouz 11A511 | Baïkonour              | Orbite basse     | Soyouz n°8      | Test Soyouz                         |
| 15 avril 1968 | Soyouz 11A511 | Baïkonour              | Orbite basse     | Soyouz n°7      | Test Soyouz                         |
| 17 avril 1968 | Titan IIIB    | Vandenberg             | Orbite basse     | KH-8            | Satellite de reconnaissance optique |
| 18 avril 1968 | Voskhod 11A57 | Baïkonour              | Orbite basse     | Zenit-4 No. 45  | Satellite de reconnaissance         |
| 18 avril 1968 | Cosmos-2      | Kapoustine Iar         | Orbite basse     | DS-U1-A No. 1   | Étude de l'atmosphère               |
| 20 avril 1968 | Voskhod 11A57 | Baïkonour              | Orbite basse     | Zenit-2 No. 62  | Satellite de reconnaissance         |
| 21 avril 1968 | Molnia M      | Baïkonour              | Orbite de Molnia | Molniya-1       | Satellite de télécommunications     |
| 22 avril 1968 | Proton-K/D    | Baïkonour              | Orbite lunaire   | Zond 1968A      | Survol de la Lune Échec             |
| 24 avril 1968 | Tsiklon-2 A   | Baïkonour              | Orbite basse     | I2M             | Cible satellite anti-satellite      |
| 25 avril 1968 | Tsiklon       | Baïkonour              | Orbite basse     | OGCh            | Test bombe atomique orbitale        |
| 26 avril 1968 | Cosmos-2      | Kapoustine Iar         | Orbite basse     | DS-U2-D No. 2   | Astronomie, magnétosphère           |

#### Mai
| Date         | Lanceur               | Base de lancement | Type                  | Charge utile    | Notes                              |
| 1er mai 1968 | Thorad SLV-2G Agena D | Vandenberg        | Orbite basse          | Corona KH-4B-3  | Satellite de renseignement optique |
| 7 mai 1968   | Cosmos-3M             | Baïkonour         | Orbite basse          | Tsiklon         | Satellite de navigation            |
| 17 mai 1968  | Scout B               | Vandenberg        | Orbite polaire        | ESRO2B          | Étude des aurores polaires         |
| 18 mai 1968  | Thorad SLV-2G Agena D | Vandenberg        | Orbite héliosynchrone | Nimbus B        | Satellite météorologique Échec     |
| 21 mai 1968  | Tsiklon               | Baïkonour         | Orbite basse          | OGCh            | Test bombe atomique orbitale       |
| 23 mai 1968  | Thor Burner 2         | Vandenberg        | Orbite héliosynchrone | DMSP 5420       | Satellite météorologique militaire |
| 24 mai 1968  | Cosmos-2              | Kapoustine Iar    | Orbite basse          | DS-P1-Yu No. 14 | Calibration radar                  |
| 28 mai 1968  | Tsiklon               | Baïkonour         | Orbite basse          | OGCh            | Test bombe atomique orbitale       |
| 30 mai 1968  | Cosmos-2              | Baïkonour         | Orbite basse          | DS-P1-Yu No. 12 | Calibration radar                  |

#### Juin
| Date          | Lanceur               | Base de lancement | Type                  | Charge utile       | Notes                                       |
| 1er juin 1968 | Voskhod 11A57         | Baïkonour         | Orbite basse          | Zenit-2 No. 63     | Satellite de reconnaissance                 |
| 4 juin 1968   | Voskhod 11A57         | Baïkonour         | Orbite basse          | Zenit-4 No. 46     | Satellite de reconnaissance                 |
| 4 juin 1968   | Cosmos-3M             | Baïkonour         | Orbite basse          | Sfera No. 12L      | Géodésie Échec                              |
| 5 juin 1968   | Titan IIIB            | Vandenberg        | Orbite basse          | KH-8               | Satellite de reconnaissance optique         |
| 11 juin 1968  | Cosmos-2              | Kapoustine Iar    | Orbite basse          | DS-U1-Ya No. 2     | Étude de l'atmosphère                       |
| 12 juin 1968  | Vostok 8A92M          | Baïkonour         | Orbite héliosynchrone | Meteor No. 10      | Satellite météorologique                    |
| 13 juin 1968  | Titan IIIC            | Cape Canaveral    | Orbite géosynchrone   | IDCSP x 8          | Satellites de télécommunications militaires |
| 15 juin 1968  | Cosmos-3              | Baïkonour         | Orbite basse          | Strela-2 No. 3     | Satellite de télécommunications Échec       |
| 18 juin 1968  | Voskhod 11A57         | Baïkonour         | Orbite basse          | Zenit-4 No. 44     | Satellite de reconnaissance                 |
| 20 juin 1968  | Thorad SLV-2G Agena D | Vandenberg        | Orbite basse          | Corona KH-4A-47    | Satellite de renseignement optique          |
| 20 juin 1968  | Thorad SLV-2G Agena D | Vandenberg        | Orbite basse          | P-11 2e génération | Satellite d'écoute électronique             |
| 21 juin 1968  | Voskhod 11A57         | Baïkonour         | Orbite basse          | Zenit-2M           | Satellite de reconnaissance                 |
| 26 juin 1968  | Voskhod 11A57         | Baïkonour         | Orbite basse          | Zenit-4 No. 41     | Satellite de reconnaissance                 |

#### Juillet
| Date            | Lanceur       | Base de lancement | Type             | Charge utile    | Notes                                      |
| 4 juillet 1968  | Delta J       | Vandenberg        | Orbite moyenne   | RAE-B           | Radio astronomie                           |
| 5 juillet 1968  | Cosmos-2      | Kapoustine Iar    | Orbite basse     | DS-U3-S No. 2   | Astronomie                                 |
| 5 juillet 1968  | Molnia M      | Baïkonour         | Orbite de Molnia | Molniya-1 (9)   | Satellite de télécommunications            |
| 10 juillet 1968 | Voskhod 11A57 | Baïkonour         | Orbite basse     | Zenit-2 No. 64  | Satellite de reconnaissance                |
| 11 juillet 1968 | Atlas F       | Vandenberg        | Orbite basse     | OV1-15          | Satellite scientifique                     |
| 11 juillet 1968 | Atlas F       | Vandenberg        | Orbite basse     | LOADS           | Étude de la densité de la haute atmosphère |
| 16 juillet 1968 | Voskhod 11A57 | Baïkonour         | Orbite basse     | Zenit-4 No. 47  | Satellite de reconnaissance                |
| 18 juillet 1968 | Cosmos-2      | Baïkonour         | Orbite basse     | DS-P1-Yu No. 15 | Calibration radar                          |
| 30 juillet 1968 | Voskhod 11A57 | Baïkonour         | Orbite basse     | Zenit-4 No. 42  | Satellite de reconnaissance                |

#### Août
| Date         | Lanceur               | Base de lancement | Type                  | Charge utile                | Notes                                      |
| 6 août 1968  | Atlas SLV-3A Agena D  | Cape Canaveral    | Orbite moyenne        | Canyon 1                    | Ecoute électronique                        |
| 6 août 1968  | Titan IIIB            | Vandenberg        | Orbite basse          | KH-8                        | Satellite de reconnaissance optique        |
| 7 août 1968  | Thorad SLV-2G Agena D | Vandenberg        | Orbite basse          | Corona KH-4B-4              | Satellite de renseignement optique         |
| 8 août 1968  | Scout B               | Vandenberg        | Orbite basse          | Explorer 39                 | Étude de la densité de la haute atmosphère |
| 8 août 1968  | Scout B               | Vandenberg        | Orbite basse          | Injun 5                     | Étude de la haute atmosphère               |
| 9 août 1968  | Voskhod 11A57         | Baïkonour         | Orbite basse          | Zenit-2 No. 61              | Satellite de reconnaissance                |
| 10 août 1968 | Atlas SLV-3C Centaur  | Cape Canaveral    | Orbite basse          | ATS 4                       | Satellite technologique                    |
| 16 août 1968 | Delta N               | Vandenberg        | Orbite héliosynchrone | ESSA-TIROS 7                | Satellite météorologique                   |
| 16 août 1968 | Atlas Burner 2        | Vandenberg        | Orbite polaire        | Plusieurs petits satellites | Géodésie Échec                             |
| 22 août 1968 | Scout B               | Wallops Island    |                       |                             |                                            |
| 27 août 1968 | Cosmos-3              | Baïkonour         | Orbite basse          | Strela-2 No. 4              | Satellite de télécommunications            |
| 27 août 1968 | Voskhod 11A57         | Baïkonour         | Orbite basse          | Zenit-4 No. 43              | Satellite de reconnaissance                |
| 28 août 1968 | Soyouz 11A511         | Baïkonour         | Orbite basse          | Soyouz n°9                  | Test Soyouz                                |

#### Septembre
| Date              | Lanceur               | Base de lancement | Type                   | Charge utile         | Notes                                        |
| 5 septembre 1968  | Voskhod 11A57         | Baïkonour         | Orbite basse           | Zenit-4 No. 48       | Satellite de reconnaissance                  |
| 10 septembre 1968 | Titan IIIB            | Vandenberg        | Orbite basse           | KH-8                 | Satellite de reconnaissance optique          |
| 14 septembre 1968 | Voskhod 11A57         | Baïkonour         | Orbite basse           | Zenit-2 No. 66       | Satellite de reconnaissance                  |
| 14 septembre 1968 | Proton-K/D            | Baïkonour         | Orbite lunaire         | Zond 5               | Survol de la Lune                            |
| 16 septembre 1968 | Voskhod 11A57         | Baïkonour         | Orbite basse           | Zenit-4 No. 49       | Satellite de reconnaissance                  |
| 18 septembre 1968 | Thorad SLV-2G Agena D | Vandenberg        | Orbite basse           | Corona KH-4A-49      | Satellite de renseignement optique           |
| 18 septembre 1968 | Thorad SLV-2G Agena D | Vandenberg        | Orbite basse           | P-11 2e génération   | Satellite d'écoute électronique              |
| 19 septembre 1968 | Delta M               | Cape Canaveral    | Orbite géostationnaire | Intelsat III F-1     | Satellite de télécommunications Échec        |
| 20 septembre 1968 | Cosmos-2              | Baïkonour         | Orbite basse           | DS-P1-I No. 4        | Calibration radar                            |
| 23 septembre 1968 | Voskhod 11A57         | Baïkonour         | Orbite basse           | Zenit-2M             | Satellite de reconnaissance                  |
| 26 septembre 1968 | Titan IIIC            | Cape Canaveral    | Orbite moyenne         | Orbiting Vehicle 2-5 | Satellite expérimental                       |
| 26 septembre 1968 | Titan IIIC            | Cape Canaveral    | Orbite moyenne         | LES 6                | Satellite de télécommunications expérimental |

#### Octobre
| Date            | Lanceur               | Base de lancement | Type                  | Charge utile    | Notes                              |
| 2 octobre 1968  | Tsiklon               | Baïkonour         | Orbite basse          | OGCh            | Test bombe atomique orbitale       |
| 3 octobre 1968  | Cosmos-2              | Baïkonour         | Orbite basse          | DS-P1-Yu No. 16 | Calibration radar                  |
| 3 octobre 1968  | Scout B               | Vandenberg        | Orbite polaire        | Europe ESRO 1A  | Étude des aurores polaires         |
| 5 octobre 1968  | Molnia M              | Baïkonour         | Orbite de Molnia      | Molniya-1       | Satellite de télécommunications    |
| 5 octobre 1968  | Thorad SLV-2G Agena D | Vandenberg        | Orbite basse          | Heavy Ferret D  | Satellite d'écoute électronique    |
| 7 octobre 1968  | Voskhod 11A57         | Baïkonour         | Orbite basse          | Zenit-4 No. 51  | Satellite de reconnaissance        |
| 11 octobre 1968 | Voskhod 11A57         | Baïkonour         | Orbite basse          | Zenit-2 No. 65  | Satellite de reconnaissance        |
| 11 octobre 1968 | Saturn I              | Cape Canaveral    | Orbite basse          | Apollo 7        | Vol spatial habité                 |
| 19 octobre 1968 | Tsiklon-2 A           | Baïkonour         | Orbite basse          | I2M             | Cible satellite anti-satellite     |
| 20 octobre 1968 | Tsiklon-2 A           | Baïkonour         | Orbite basse          | I2P             | Satellite anti satellite           |
| 23 octobre 1968 | Thor Burner 2         | Vandenberg        | Orbite héliosynchrone | DMSP 6422       | Satellite météorologique militaire |
| 25 octobre 1968 | Soyouz 11A511         | Baïkonour         | Orbite basse          | Soyouz 2        | Mission habitée                    |
| 26 octobre 1968 | Soyouz 11A511         | Baïkonour         | Orbite basse          | Soyouz 3        | Mission habitée                    |
| 30 octobre 1968 | Cosmos-3M             | Baïkonour         | Orbite basse          | Tselina-O       | Satellite d'écoute électronique    |
| 31 octobre 1968 | Voskhod 11A57         | Baïkonour         | Orbite basse          | Zenit-4M        | Satellite de reconnaissance        |

#### Novembre
| Date              | Lanceur               | Base de lancement          | Type                  | Charge utile   | Notes                                                |
| 1er novembre 1968 | Tsiklon-2 A           | Baïkonour                  | Orbite basse          | I2P-           | Satellite anti satellite                             |
| 3 novembre 1968   | Thorad SLV-2G Agena D | Vandenberg                 | Orbite basse          | Corona KH-4B-5 | Satellite de renseignement optique                   |
| 6 novembre 1968   | Titan IIIB            | Vandenberg                 | Orbite basse          | KH-8           | Satellite de reconnaissance optique                  |
| 8 novembre 1968   | Delta E1              | Cape Canaveral             | Orbite héliocentrique | Pioneer 9      | Étude du vent solaire et de l'espace interplanétaire |
| 10 novembre 1968  | Proton-K/D            | Baïkonour                  | Orbite lunaire        | Zond 6         | Survol de la Lune                                    |
| 13 novembre 1968  | Voskhod 11A57         | Baïkonour                  | Orbite basse          | Zenit-2 No. 67 | Satellite de reconnaissance                          |
| 16 novembre 1968  | Proton-K              | Baïkonour                  | Orbite basse          | Proton-4       | Étude des particules énergétiques                    |
| 21 novembre 1968  | Voskhod 11A57         | Baïkonour                  | Orbite basse          | Zenit-4 No. 50 | Satellite de reconnaissance                          |
| 29 novembre 1968  | Voskhod 11A57         | Baïkonour                  | Orbite basse          | Zenit-2 No. 68 | Satellite de reconnaissance                          |
| 29 novembre 1968  | Europa I              | Centre d'essais de Woomera | Orbite basse          |                | Premier test du lanceur Europa 1 Échec               |
| 30 novembre 1968  | Cosmos-3M             | Baïkonour                  | Orbite basse          | Sfera          | Géodésie                                             |

#### Décembre
| Date             | Lanceur               | Base de lancement      | Type                   | Charge utile                        | Notes                                                            |
| 3 décembre 1968  | Cosmos-2              | Baïkonour              | Orbite basse           | DS-P1-Yu No. 17                     | Calibration radar                                                |
| 4 décembre 1968  | Titan IIIB            | Vandenberg             | Orbite basse           | KH-8                                | Satellite de reconnaissance optique                              |
| 5 décembre 1968  | Delta E1              | Cape Canaveral         | Orbite haute           | HEOS 1                              | Étude de la magnétosphère, du vent solaire, des rayons cosmiques |
| 7 décembre 1968  | Atlas SLV-3C Centaur  | Cape Canaveral         | Orbite basse           | Orbiting Astronomical Observatory 2 | Observatoire spatial ultraviolet                                 |
| 10 décembre 1968 | Voskhod 11A57         | Baïkonour              | Orbite basse           | Zenit-2 No. 69                      | Satellite de reconnaissance                                      |
| 12 décembre 1968 | Thorad SLV-2G Agena D | Vandenberg             | Orbite basse           | Corona KH-4A-50                     | Satellite de renseignement optique                               |
| 14 décembre 1968 | Cosmos-2              | Kapoustine Iar         | Orbite basse           | DS-U2-I No. 3                       | Astronomie, magnétosphère                                        |
| 15 décembre 1968 | Delta N               | Vandenberg             | Orbite héliosynchrone  | ESSA-TIROS 8                        | Satellite météorologique                                         |
| 16 décembre 1968 | Molnia M              | Baïkonour              | Orbite de Molnia       | Molniya-1Yu 11F67 No. 15            | Satellite de télécommunications                                  |
| 19 décembre 1968 | Delta M               | Cape Canaveral         | Orbite géostationnaire | Intelsat III F-2                    | Satellite de télécommunications                                  |
| 19 décembre 1968 | Cosmos-2              | Baïkonour              | Orbite basse           | DS-U2-GK No. 1                      | Astronomie, magnétosphère                                        |
| 21 décembre 1968 | Saturn V              | Centre spatial Kennedy | Orbite basse           | Apollo 8                            | Vol spatial habité                                               |
| 26 décembre 1968 | Cosmos-2              | Kapoustine Iar         | Orbite basse           | DS-U2-GF No. 1                      | Astronomie, magnétosphère                                        |

## Vol orbitaux

### Par pays
| Pays             | Lancements | dont échecs partiels/totaux | Remarques |
| ---------------- | ---------- | --------------------------- | --------- |
| Europe           | 1          | 1                           |           |
| Union soviétique | 81         | 5                           |           |
| États-Unis       | 49         | 3                           |           |
| Total            | 131        | 9                           |           |

### Par lanceur
| Famille de lanceurs  | Pays             | Lancements | dont échecs partiels ou totaux | Remarques                            |
| -------------------- | ---------------- | ---------- | ------------------------------ | ------------------------------------ |
| Atlas                | États-Unis       | 1          | 1                              |                                      |
| Atlas Agena          | États-Unis       | 2          |                                |                                      |
| Atlas Centaur        | États-Unis       | 3          |                                |                                      |
| Atlas D/E/F          | États-Unis       | 2          |                                |                                      |
| Cosmos -/M/2         | Union soviétique | 17         | 1                              |                                      |
| Cosmos 1/3/3M        | Union soviétique | 8          | 2                              |                                      |
| Europa               | Europe           | 1          | 1                              |                                      |
| Molnia               | Union soviétique | 6          | 1                              |                                      |
| Proton               | Union soviétique | 5          | 1                              |                                      |
| Saturn I             | États-Unis       | 2          |                                |                                      |
| Saturn V             | États-Unis       | 2          |                                | Premier vol habité autour de la lune |
| Scout                | États-Unis       | 6          |                                |                                      |
| Soyouz               | Union soviétique | 5          |                                |                                      |
| Thor                 | États-Unis       | 21         | 2                              |                                      |
| Titan C,D,E          | États-Unis       | 2          |                                |                                      |
| Titan II, IIIA, IIIB | États-Unis       | 8          |                                |                                      |
| Tsiklon              | Union soviétique | 4          |                                |                                      |
| Tsiklon-2            | Union soviétique | 5          |                                |                                      |
| Voskhod              | Union soviétique | 29         |                                |                                      |
| Vostok               | Union soviétique | 2          |                                |                                      |
| Total                |                  | 131        | 9                              |                                      |

### Par type d'orbite
| Orbite                 | Lancements | Succès | Échecs | Orbite atteinte involontairement | Remarques                                                                             |
| ---------------------- | ---------- | ------ | ------ | -------------------------------- | ------------------------------------------------------------------------------------- |
| Basse                  |            |        |        |                                  |                                                                                       |
| Moyenne                |            |        |        |                                  |                                                                                       |
| Haute                  |            |        |        |                                  | dont Molnia, orbite de transfert vers la Lune, orbite elliptique à forte excentricité |
| Géosynchrone/transfert |            |        |        |                                  |                                                                                       |
| Héliocentrique         |            |        |        |                                  | dont orbite de transfert interplanétaire                                              |

### Par site de lancement
| Pays             | Base de lancement          | Nombre de lancements | Remarques |
| ---------------- | -------------------------- | -------------------- | --------- |
| Union soviétique | Baïkonour                  | 72                   |           |
| Union soviétique | Kapoustine Iar             | 9                    |           |
| États-Unis       | Cape Canaveral             | 13                   |           |
| États-Unis       | Vandenberg                 | 32                   |           |
| États-Unis       | Centre spatial Kennedy     | 2                    |           |
| États-Unis       | Wallops Island             | 2                    |           |
| Australie        | Centre d'essais de Woomera | 1                    |           |
|                  | Total                      | 131                  |           |

## Survols et contacts planétaires
| Date | Sonde spatiale | Événement | Remarque |
| ---- | -------------- | --------- | -------- |
|      |                |           |          |

### Sources
- (en) Jonathan McDowell, « Jonathan's Space Report », Jonathan's Space Page
- (en) Gunter Krebs, « Chronology of Space Launches », Gunter's Space Page